# 2101
2101 (ММCI) е обикновена година, започваща в събота според Григорианския календар. Тя е 2101-вата година от новата ера, сто и първата  от третото хилядолетие и втората от 2100-те.